# Porcellio djahizi
Porcellio djahizi är en kräftdjursart som beskrevs av Medini och Charfi-Cheikhrouha. Porcellio djahizi ingår i släktet Porcellio och familjen Porcellionidae. Inga underarter finns listade i Catalogue of Life.